# Besidivka, Prîazovske
Besidivka (în ucraineană Бесідівка) este localitatea de reședință a comunei Besidivka din raionul Prîazovske, regiunea Zaporijjea, Ucraina.

## Demografie
Componența lingvistică a localității Besidivka
     Ucraineană (94,62%)
     Rusă (4,3%)
     Bulgară (1,08%)
Conform recensământului din 2001, majoritatea populației localității Besidivka era vorbitoare de ucraineană (94,62%), existând în minoritate și vorbitori de rusă (4,3%) și bulgară (1,08%).